# Trewia
Trewia es un género de plantas con flores perteneciente a la familia (Euphorbiaceae), comprendiendo dos especies que se encuentran desde el Himalaya a la isla de Hainan. Estas especies tienen unos grandes frutos duros. 
Especies de Trewia son el alimento de larvas de algunas especies de Lepidoptera, incluyendo  Bucculatrix verax, que come exclusivamente de  Trewia nudiflora.
Los duros frutos verdes de Trewia nudiflora, que caen al suelo en gran número durante la época de monzones, son la comida preferida del rinoceronte indio. El paso de su semilla por el intestino del rinoceronte hace que aumente su germinación. 

## Especies
- Trewia pubescens Sm.
- Trewia rusciflora B.Heyne ex Roth